# Tysk-österrikiska backhopparveckan 2008/2009
Den Tysk-österrikiska backhopparveckan 2008/2009 var den 57:e i ordningen, och avgjordes som en del i världscupen i backhoppning 2008/2009. Sammanlagd vinnare blev Wolfgang Loitzl, Österrike.

## Oberstdorf 29 december 2008
| Plac. | Hoppare               | Land      | Poäng |
| ----- | --------------------- | --------- | ----- |
| 1.    | Simon Ammann          | Schweiz   | 286,4 |
| 2.    | Wolfgang Loitzl       | Österrike | 285,2 |
| 3.    | Dmitrij Vasiljev      | Ryssland  | 284,4 |
| 4.    | Gregor Schlierenzauer | Österrike | 280,1 |
| 5.    | Martin Schmitt        | Tyskland  | 273,8 |
| 6.    | Anders Jacobsen       | Norge     | 269,0 |
| 7.    | Harri Olli            | Finland   | 268,5 |
| 8.    | Kalle Keituri         | Finland   | 267,8 |
| 9.    | Michael Neumayer      | Tyskland  | 259,8 |
| 10.   | Michael Uhrmann       | Tyskland  | 256,9 |

## Garmisch-Partenkirchen 1 januari 2009
| Plac. | Hoppare               | Land      | Poäng |
| ----- | --------------------- | --------- | ----- |
| 1.    | Wolfgang Loitzl       | Österrike | 276,3 |
| 2.    | Simon Ammann          | Schweiz   | 274,6 |
| 3.    | Harri Olli            | Finland   | 258,6 |
| 4.    | Gregor Schlierenzauer | Österrike | 257,6 |
| 5.    | Martin Koch           | Österrike | 249,0 |
| 6.    | Thomas Morgenstern    | Österrike | 248,5 |
| 7.    | Anders Jacobsen       | Norge     | 247,0 |
| 8.    | Martin Schmitt        | Tyskland  | 245,2 |
| 9.    | Dmitrij Vasiljev      | Ryssland  | 239,6 |
| 10.   | Matti Hautamäki       | Finland   | 237,1 |

## Innsbruck 4 januari 2009
| Plac. | Hoppare               | Land      | Poäng |
| ----- | --------------------- | --------- | ----- |
| 1.    | Wolfgang Loitzl       | Österrike | 261,0 |
| 2.    | Gregor Schlierenzauer | Österrike | 260,3 |
| 3.    | Martin Schmitt        | Tyskland  | 257,7 |
| 4.    | Matti Hautamäki       | Finland   | 253,2 |
| 5.    | Thomas Morgenstern    | Österrike | 250,6 |
| 6.    | Noriaki Kasai         | Japan     | 249,0 |
| 7.    | Michael Neumayer      | Tyskland  | 246,5 |
| 8.    | Simon Ammann          | Schweiz   | 245,7 |
| 9.    | Dmitrij Vasiljev      | Ryssland  | 244,9 |
| 10.   | Anders Jacobsen       | Norge     | 244,4 |

## Bischofshofen 6 januari 2009
| Plac. | Hoppare               | Land      | Poäng |
| ----- | --------------------- | --------- | ----- |
| 1.    | Wolfgang Loitzl       | Österrike | 301,2 |
| 2.    | Simon Ammann          | Schweiz   | 284,4 |
| 3.    | Dmitrij Vasiljev      | Ryssland  | 279,2 |
| 4.    | Gregor Schlierenzauer | Österrike | 279,1 |
| 5.    | Martin Schmitt        | Tyskland  | 278,5 |
| 6.    | Michael Neumayer      | Tyskland  | 268,8 |
| 7.    | Anders Jacobsen       | Norge     | 267,5 |
| 8.    | Michael Uhrmann       | Tyskland  | 258,0 |
| 9.    | Martin Koch           | Österrike | 257,0 |
| 10.   | Harri Olli            | Finland   | 252,5 |

## Slutställning
| Plac. | Hoppare               | Land      | Poäng  |
| ----- | --------------------- | --------- | ------ |
| 1.    | Wolfgang Loitzl       | Österrike | 1123,7 |
| 2.    | Simon Ammann          | Schweiz   | 1091,1 |
| 3.    | Gregor Schlierenzauer | Österrike | 1077,1 |
| 4.    | Martin Schmitt        | Tyskland  | 1055,2 |
| 5.    | Dmitrij Vasiljev      | Ryssland  | 1048,1 |
| 6.    | Anders Jacobsen       | Norge     | 1027,9 |
| 7.    | Harri Olli            | Finland   | 1019,2 |
| 8.    | Thomas Morgenstern    | Österrike | 1001,0 |
| 9.    | Matti Hautamäki       | Finland   | 991,4  |
| 10.   | Michael Neumayer      | Tyskland  | 986,3  |